# شهرستان چوار
شهرستان چوار یکی از شهرستان‌های استان ایلام است. مرکز این شهرستان، شهر چوار است.
این شهرستان در تاریخ ۱۱ آبان ۹۹ از شهرستان ایلام جدا شد و مستقل گردید.

## پیشینه
چه وار یا چٖوار پیشینه ای این اسم به وجود چهار سر چشمه یا به روایت دیگر بر چهار راه اصلی شهر استراتژیک چوار دلالت دارد. در این شهرستان آثاری از هزاره قبل میلاد مسیح و دژهای ساسانی دیده می‌شود که نشان می‌دهد که ۳هزار پیش این محدوده جغرافیایی دارای سکنه بوده است.
چوار در اصل نام طایفه ای از ایل قدیمی و بزرگ ارکوازی است. اهالی اصلی این طایفه در زمان شورش‌های ایلات پشتکوه در ۳ سدهٔ اخیر علیه والیان منطقه به نورآباد لرستان کوچ دائم کرده و محدوده جغرافیایی ملک‌های آنان به دو طایفهٔ ملشونی و قرشونی (ایل ارکوازی) واگذار شده است؛ و بعدها در سال ۱۳۰۸ هجری شمسی، چوار به عنوان دومین نقطه پشتکوه بعد از ایلام به شهر تبدیل می‌شود.این شهرستان در گذشته (۱۳۱۶) بخشی از استان پنجم کشور بود.
در کتاب جغرافیای ایران سال ۱۳۴۴ چنین نوشته شده است: یکی از بخش‌های ده‌گانه شهرستان ایلام حدود آن بشرح زیر است: از طرف شمال به ارتفاعات کوه شرازول و بخش ایوان از طرف خاور به ارتفاعات کوه بانگول و دهستان خزل بخش شیروان چرداول از جنوب به بخش صالح آباد و سیاه کوه از باختر به مرز عراق. منطقه ای است کوهستانی. هوای قریه‌هایی که در دامنه ارتفاعات قرار دارند، سردسیر و قریه‌های دشت و تپه ماهور گرمسیر است. کوه شرازول و کوه بانگول و کوه سیاه در شمال و خاور بخش واقع شده است. رودخانه‌های این بخش عبارتند از: رودخانه گلال که از کوه شرازول سرچشمه گرفته پس از آبیاری کردن قریه‌های پلکانه، چشمه سرخ، پلک در قریه بوالحسن با رودخانه مورت یکی شده از مرز ایران خارج می‌شود. ۲- رودخانه قیران که از دامنه‌های کوه مانشت سرچشمه گرفته از هزارگزی جنوب خاور مرکز بخش عبور نموده داخل رودخانه مورت می‌شود. این بخش از ۴۳ آبادی بزرگ و کوچک تشکیل شده. جمعیت آن در حدود ۴۷۰۰ تن است. محصولات عمده اش گندم، جو، حبوبات، برنج و لبنیات است. مردمش به زراعت و گله داری اشتغال دارند. در آنجا صنایع دستی زنان از قبیل قالیچه، گلیم، چادر سیاه بافی رواج دارد. راه شوسه شاه آباد به ایلام از خاور بخش می‌گذرد. بقیه راه‌های بخش مالرو است. ساکنان بخش از ایل ارکوازی هستند.

## موقعیت جغرافیایی
شهرستان چوار از شمال تا شرق با شهرستان ایوان، از شمال غربی با شهرستان قصرشیرین استان کرمانشاه، از جنوب غربی با مرز عراق، از جنوب تا شرق با شهرستان ایلام همسایه است.

## تقسیمات کشوری
شهرستان چوار دارای ۲ بخش، ۴ دهستان و ۱ شهر به شرح زیر است:

### شهرستان چوار
| بخش   | مرکز بخش | جمعیت بخش ۱۳۹۵ | نام دهستان | مرکز دهستان | جمعیت دهستان ۱۳۹۵ | شهر              | جمعیت شهر ۱۳۹۵   |
| ----- | -------- | -------------- | ---------- | ----------- | ----------------- | ---------------- | ---------------- |
| مرکزی | چوار     | ۹٬۵۳۳ نفر      | ارکوازی    | مورت        | ۲٬۳۵۹ نفر         | چوار             | ۵٬۸۳۱ نفر        |
| مرکزی | چوار     | ۹٬۵۳۳ نفر      | حاجی‌بختیار | چگا         | ۱٬۳۴۳ نفر         | چوار             | ۵٬۸۳۱ نفر        |
| بولی  | گنجوان   | ۱٬۰۲۱ نفر      | بولی       | چمن سیدمحمد | ۷۰۰ نفر           | **************** | **************** |
| بولی  | گنجوان   | ۱٬۰۲۱ نفر      | چکر        | پاقلعه      | ۳۲۱ نفر           | **************** | **************** |

## مردم‌شناسی

### قومیت
شهرستان چوار از دو ایل بزرگ کرد با نام ایل هزاره (ایل ارکوازی و ایل بولی) تشکیل شده است و از نظر نژاد و اصالت یکدست می‌باشد؛ همچنین بیشتر جمعیت آن را ایل ارکوازی‌ تشکیل می‌دهند و از ۶۳ روستا (۴۶ روستای ارکوازی نشین و ۱۹ روستای بولی نشین) تشکیل شده است.

### دین و زبان
مردم شهرستان چوار (ایلات ارکوازی و بولی)،پیرو دین اسلام و مذهب شیعه دوازده‌امامی هستند؛ همچنین مردم این شهرستان به گویش کردی ارکوازی سخن می‌گویند.

## جمعیت
بر پایه سرشماری عمومی نفوس و مسکن در سال ۱۳۹۵، جمعیت شهرستان چوار برابر با ۱۰٬۵۵۴ نفر بوده است.